# PEN Ukraine

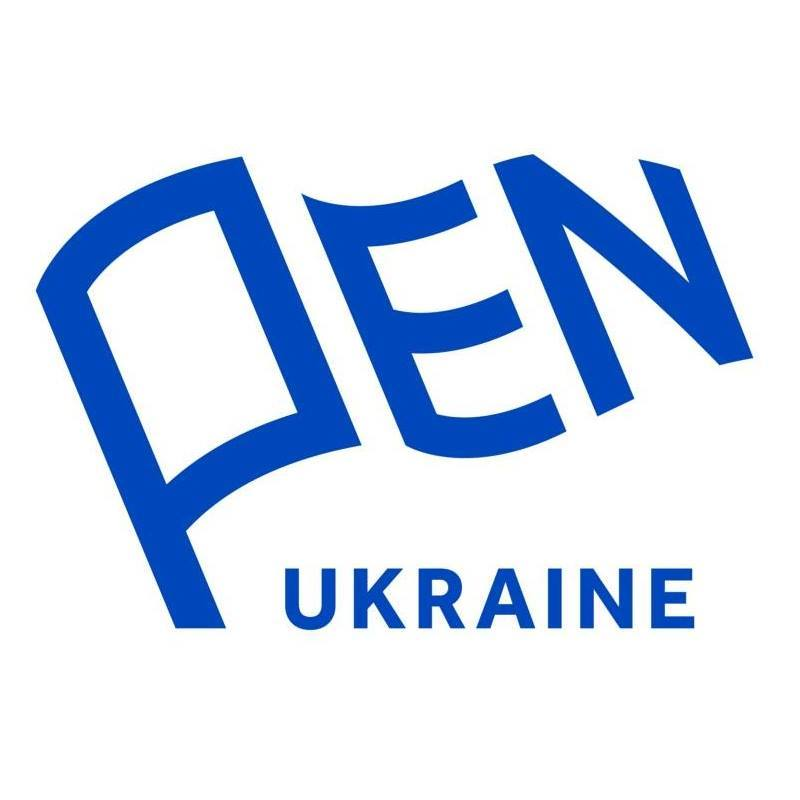
Logo des PEN Ukraine

PEN Ukraine ist ein ukrainischer nichtstaatlicher Verband, der zum Schutz der Meinungsfreiheit und der Autorenrechte sowie zur Förderung der Literatur und der internationalen kulturellen Zusammenarbeit gegründet wurde. Er ist Teil des Netzwerkes der nationalen Zentren des PEN International.

## Struktur
Der PEN Ukraine wurde 1989 innerhalb des Nationalen Schriftstellerverbandes der Ukraine gegründet. Der erste Präsident der Organisation war Mykola Winhranowskyj. Insgesamt gibt es 146 nationale PEN-Zentren; der Hauptsitz des PEN International liegt in London. Das größte PEN-Zentrum ist das amerikanische. Jedes Jahr im Herbst findet ein internationaler PEN-Kongress statt, bei dem die internationale Leitung gewählt wird und Beschlüsse zum Thema Menschenrechte verabschiedet werden. 2017 fand der Kongress erstmals in der Ukraine, in Lwiw, statt.
Ursprünglich konnten nur Schriftsteller Mitglied einer PEN-Organisation werden. Der Kreis der potentiellen Mitglieder hat sich über die Jahre allerdings erweitert. Die wichtigsten Kriterien zur Aufnahme sind die Übereinstimmung mit den in der Charta der Organisation aufgeführten Werten und der Wunsch, die Entwicklung der Literatur zu fördern und die Meinungsfreiheit in der Ukraine und in der Welt zu schützen. Derzeit hat der PEN Ukraine 130 Mitglieder, darunter Schriftsteller, Menschenrechtsaktivisten, Übersetzer, Journalisten, Geisteswissenschaftler, Verleger und Kulturmanager. Gemäß der Satzung des PEN Ukraine entscheidet der Exekutivrat über die Aufnahme neuer Mitglieder. Jedes neue Mitglied muss auf Einladung des Exekutivrates zwei Empfehlungen von anderen Vollmitgliedern des PEN Ukraine vorweisen.
Der PEN Ukraine ist eine gemeinnützige Organisation, die sich hauptsächlich über die Beiträge ihrer Mitglieder sowie über Spenden finanziert.

## Aktivitäten
Die Tätigkeit der PEN-Zentren ist durch die Charta des PEN International aus dem Jahr 1921 festgelegt. In ihr werden die Hauptaufgaben folgendermaßen umrissen: „Schutz der Rede- und Meinungsfreiheit, Verteidigung der Rechte von Minderheiten, Unterstützung verfolgter Schriftsteller, Unterstützung der kulturellen Vielfalt und Förderung humanistischer Werte durch Kultur“.
Seit 2014 macht der PEN Ukraine insbesondere auf die Ereignisse in der Ukraine rund um die Annexion der Krim und die politische Gefangenschaft von Ukrainern in russischen Gefängnissen aufmerksam. Dabei setzt sie sich regelmäßig für die Wahrung von Menschenrechten ein. Entsprechende Maßnahmen sind z. B. eine Erklärung zur Beendigung der eskalierenden Gewalt in der Ukraine, eine Protesterklärung gegen die politischen Repressionen auf der Krim und zur Verteidigung von Ilmi Umerow, ein offener Brief an die niederländischen Kollegen am Vorabend des lokalen Referendums zum Assoziierungsabkommen zwischen der Europäischen Union und der Ukraine, eine Erklärung zur Unterstützung des Journalisten und Mitgliedes des PEN Ukraine Stanislaw Assjejew oder eine gemeinsame Aktion mit Hromadske.TV.
Am 21. August 2018, dem 100. Tag des Hungerstreikes von Oleh Senzow, organisierte der PEN Ukraine zusammen mit dem Center for Civil Liberties eine Kundgebung in der Nähe der russischen Botschaft in Kiew. Am 15. November 2018, dem Internationalen Tag des inhaftierten Schriftstellers, veranstaltete der PEN Ukraine eine „Empty-Chairs“-Kampagne zur Unterstützung der ukrainischen politischen Gefangenen in Russland und auf der Krim sowie in den Gefängnissen der selbsternannten Republiken in der Ostukraine.
Im Jahr 2019 präsentierten PEN Ukraine und Online-Magazin The Ukrainians die erste Liste der 100 besten ukrainischen Bücher - „Von Skoworoda bis zur Gegenwart“, um die Vielfalt und den Facettenreichtum der ukrainischen Literatur aufzuzeigen und verschiedene Genres und Themen hervorzuheben, die das breite literarische Angebot der Ukraine widerspiegeln.

## Leitung

### Präsidenten des PEN Ukraine
- seit 2022: Volodymyr Yermolenko
- 2018–2022: Andrij Kurkow[12]
- 2014–2018: Mykola Rjabtschuk
- 2010–2014: Myroslaw Marynowytsch
- 1993–2010: Jewhen Swerstjuk
- 1989–1993: Mykola Winhranowskyj

### Vizepräsidenten und Geschäftsführer
- Geschäftsführerin seit August 2018: Tetjana Teren
- Mitglieder des Exekutivausschusses seit Oktober 2019: Olena Stjaschkina, Leonid Finberg, Jewhen Sacharow, Laryssa Denyssenko, Ostap Slywynskyj

## Literarische Auszeichnungen
Der PEN Ukraine vergibt regelmäßig Auszeichnungen an Literaten, Journalisten und Übersetzer.

### Wassyl-Stus-Preis
Der Wassyl-Stus-Preis wurde 1989 von der Ukrainischen Assoziation unabhängiger kreativer Intelligenz (Ukraïns’ka Asociacija Nezaležnoï Tvorčoï intelihenciï, UANTI) unter Leitung von Jewhen Swerstjuk eingeführt und später vom PEN Ukraine übernommen. Seit 2016 wurden einige Traditionen abgeändert, z. B. durch die Einführung von Jurymitgliedern, die Veränderung der Bedingungen für die Verleihung des Preises sowie die Höhe des Preises. Der Preis wird jährlich an Autoren (Literaten, Künstler, Filmregisseure) auf Lebenszeit vergeben, die – unabhängig von ihrem Wohnort – einen bemerkenswerten Beitrag zur ukrainischen Kultur geleistet haben. Die Preisverleihung findet jährlich Anfang September statt.

### Jurij-Schewelow-Preis
Der Jurij-Schewelow-Preis wird seit 2013 an ukrainische Autoren für fiktionale und wissenschaftliche Aufsätze vergeben. Der Preis ist nach Juri Scheweljow, dem Begründer des modernen ukrainischen Essays, benannt. Die Bekanntgabe findet jährlich am 17. Dezember statt.

### Heorhij-Gongadse-Preis
Der Heorhij-Gongadse-Preis wird jährlich am 21. Mai verliehen. Er ist nach dem Journalisten Heorhij Gongadse benannt, dem Gründer der Internetzeitung Ukrajinska Prawda. Der Preis ist der Förderung von Journalisten gewidmet, die zur Umsetzung liberaler Reformen in der Ukraine beitragen bzw. beigetragen haben.

### Drahoman-Preis
Der Drahoman-Preis ist ein Preis für Übersetzer, die aus dem Ukrainischen in andere Sprachen übersetzen und damit die ukrainische Literatur in die Welt tragen. Er wird seit 2020 vergeben.